# カゴノキ
カゴノキ（鹿子の木、学名: Litsea coreana）は、クスノキ科ハマビワ属に分類される常緑高木の1種である。大きくなると樹皮がまるく薄く剥がれて鹿の子模様になり（図1）、これが和名の由来となっている。葉は互生し、薄い革質。雌雄異株、花期は8–9月、数個の淡黄色の花からなる無柄の花序が葉腋につく。果実は液果、翌年の秋に赤く熟す。日本（関東地方以南）、台湾、韓国、中国南部、ベトナムに分布し、暖地の常緑樹林に生育する。材が建築や器具などに使われることがある。

## 特徴
常緑性の高木であり（図2a）、大きなものは高さ22メートル (m)、胸高直径は60センチメートル (cm) に達することもある。幹の樹皮は、紫黒色から灰黒色、はじめは平滑だがのちにまるく薄く剥がれ、その跡が白っぽいため斑模様になる（図1, 2b）。樹冠は円形。新枝は褐緑色で無毛または有毛（変種 var. lanuginosa）、年内に長楕円形の皮目ができる。頂芽と側芽はほぼ同大、葉芽は細長い披針形、背面に絹毛を密生した円頭で褐色の芽鱗で瓦重ね状に包まれ、花芽は球形、無柄で葉腋に3–4個つく。
葉は互生し、枝先に集まってつく。葉柄は細く、長さ6–22ミリメートル (mm)、無毛または有毛（図3）。葉身は長楕円形から倒卵状披針形、長さ 5–9 cm、幅 1.5–4 cm、基部は広いくさび形、先端は少し突き出して鈍頭または鋭尖頭、葉縁は全縁（図3）。質は薄い革質、表面は緑色で光沢があり無毛、裏面は灰白色、当初は絹毛があるがすぐに無毛になる（変種 var. lanuginosa では毛が残る）。葉脈は羽状、側脈は7–10対（図3）。

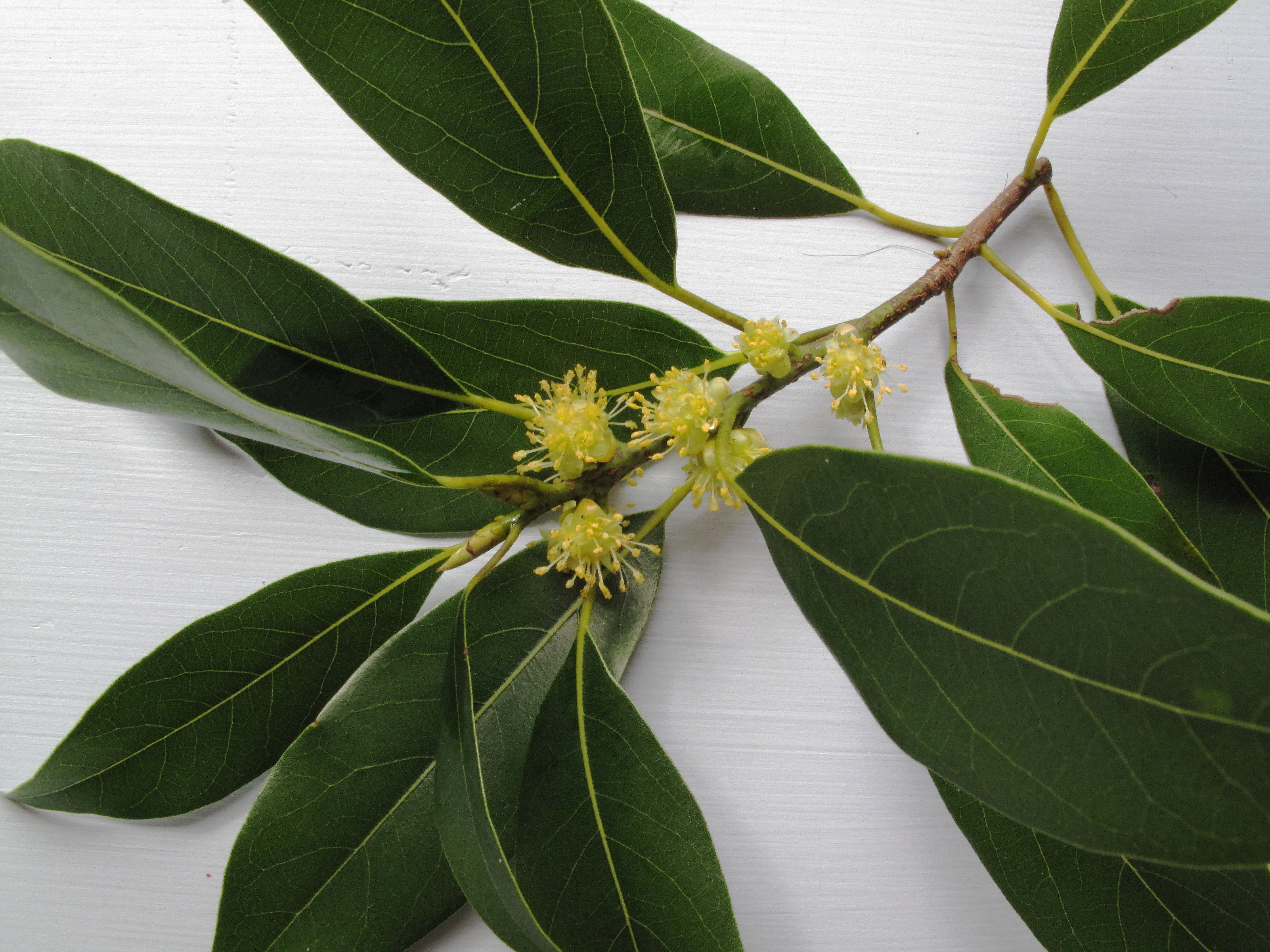
3. 雄花序（長い雄しべが目立つ）をつけた枝葉

雌雄異株、花期は8–9月。数個の淡黄色の花からなる散形花序が枝の下方（葉のない部分から葉のある部分の下の方にかけて）の葉腋につき、花序は無柄、総苞片が4個ある（図3）。雄花序は花がやや多く、総苞片は楕円形で長さ 3.5–4 mm、花柄は太くて長さ約 3 mm、毛があり、花托は漏斗状。雄花の花被片は6枚、楕円形、長さ約 3 mm、雄しべは9個、3個ずつ3輪、長さ約 6 mm、葯は4室、花糸は有毛、最内輪の雄しべの花糸には1対の腺体があり、中央に長さ 1.5 mm ほどの不稔雌しべが1個あり、先端は尖る。雌花序は雄花序より花が少なく、総苞片は円形で長さ 2.5–3.5 mm、花柄は太く、花托は皿状。雌花の花被片も6枚、長楕円形、長さ約 1.5 mm で反り返り、仮雄しべは9個、3個ずつ3輪、糸状で有毛、最内輪の仮雄しべには1対の腺体があり、中央に雌しべが1個、長さ約 3 mm、子房は球形、花柱は長さ約 2 mm、柱頭は広がり、裂けてそりかえる。
果実は液果、倒卵状球形、長さ約 7–8 mm、翌年の秋に赤く熟す。果柄は太く、長さ 5–10 mm、淡褐色、先端は果実基部を包まず、肥厚し、花被が残存する。種子は球形から卵状球形、淡褐色で上半部に黒褐色のまだら模様がある。

## 分布・生態
本州（関東・福井県以西）、四国、九州、南西諸島、台湾、韓国、中国南部、ベトナムの暖帯から亜熱帯域に分布する。
タブノキやシイ、カシ類の常緑広葉樹林に混生することが多く、また四国の瀬戸内海沿岸に比較的群落が多い。湿潤な傾斜地を好むが、環境適応力は高く、成長は速い。乾燥した山腹の斜面に純林を形成することがある。

## 人間との関わり
材は散孔材、くすんだ褐色から暗褐色、気乾比重は約0.70、やや重硬で緻密、光沢がある。器具や楽器（鼓の胴など）、建築（床柱など）、薪炭などに使われることがある。

## 名称
和名は「鹿子の木」の意味であり、樹皮の様子が鹿の子模様を思わせることに由来する。別名にコガノキ、カゴカシ、カノコガなどがある。中国名は、鹿皮斑木橿子、朝鮮木姜子。

## 分類
カゴノキは、ふつうハマビワ属に分類される（Litsea coreana）が、バリバリノキ属に分類されることもある（Actinodaphne lancifolia）。
ハマビワ属には400種ほどが知られているが（ただし多系統群であることが示されている）、日本では3種のみ知られている。このうち、アオモジは落葉樹であり葉が薄く光沢が無く、逆にハマビワは葉が厚く裏面に綿毛が密生している。バリバリノキもハマビワ属に分類されていたが、葉が大きく（長さ 10–15 cm）、細長く先端が長くとがる点で異なる。また、外見的には同じクスノキ科のタブノキやアオガシ（ホソバタブ）にも似ているが、カゴノキでは葉の基部が葉柄に流れない点でこれらの種とは異なる。
種としてのカゴノキ（Litsea coreana）には、下記の3変種が知られている。日本には、基準変種（Litsea coreana var. coreana）のみが分布する。
表1. カゴノキの種内分類の一例
- カゴノキ[2] Litsea coreana H.Lév. (1912)
  - Litsea coreana var. coreana[21]
シノニム: Actinodaphne lancifolia (Blume) Meisn. (1864)[22]; Daphnidium lancifolium Siebold & Zucc. (1846); Iozoste lancifolia Blume (1851); Litsea orientalis C.E.Chang (1976)[23]; Litsea zuccarinii Kosterm. (1970)[24]; Litsea lancifolia auct. non (Roxb. ex Nees) Fern.-Vill., 1880[25]
葉身は倒卵状楕円形から倒卵状披針形、先端は鈍尖形。葉柄は無毛。日本、韓国、台湾に分布する。
  - Litsea coreana var. sinensis (C.K.Allen) Yen C.Yang & P.H.Huang (1978)[26]
シノニム: Actinodaphne lancifolia var. sinensis C.K.Allen (1937); Litsea coreana var. wolongensis N.Chao & G.T.Gong (1988)
葉身は長楕円形から披針形、先端は鋭尖形。葉柄に毛がある。中国南部からベトナムに分布する。
  - Litsea coreana var. lanuginosa (Migo) Yen C.Yang & P.H.Huang (1978)[27]
シノニム: Iozoste hirtipes var. lanuginosa Migo (1944)
小枝、葉柄、葉身の裏面には灰黄色の毛が密生する。中国南部からベトナムに分布する。